# Innocent Starter
Innocent starter — десятый сингл японской певицы и сэйю Наны Мидзуки, выпущенный 6 октября 2004 года на лейбле King Records.
Трек Innocent starter начальная песня аниме Magical Girl Lyrical Nanoha. Сингл поднялся до девятого места японского национального чарта Oricon. Было продано 25,307 копий сингла.

## Список композиций
1. «innocent starter» — 4:41
  - Слова: Нана Мидзуки
  - Музыка и аранжировка: Цутому Охира
  - Открывающая тема аниме Magical Girl Lyrical Nanoha
2. «Open Your Heart» — 4:23
  - Слова: Нана Мидзуки
  - Музыка и аранжировка: Такахиро Иида
3. «それでも君を想い出すから -again-» (Сорэдэмо кими о омоидасу кара -again-) — 4:46
  - Слова и музыка: Тиёмару Сикура
  - Аранжировка: Цутому Охира
  - Новая версия открывающей темы видеоигры Memories Off ~sorekara~
4. «innocent starter (Off vocal version)» — 4:41
5. «Open Your Heart (Off vocal version)» — 4:23
6. «それでも君を想い出すから -again- (Off vocal version)» — 4:46

## Чарты
| Чарт                  | Место | Продажи | Время в чарте |
| --------------------- | ----- | ------- | ------------- |
| Oricon Weekly Singles | № 9   | 25,307  | 8 недель      |